# Station Watanabebashi
Station Watanabebashi (渡辺橋駅, Watanabebashi-eki) is een spoorwegstation in de wijk Kita-ku in de Japanse stad Osaka. Het wordt aangedaan door de Keihan Nakanoshima-lijn. Het station heeft twee sporen, gelegen aan een enkel eilandperron.Het station werd in 2008 geopend.

## Treindienst

### Keihan
| 1 | ■ Nakanoshima-lijn | richting Hirakatashi, Chūshojima, Sanjō en Demachiyanagi (via de Keihan-lijn) |
| 2 | ■ Nakanoshima-lijn | richting Nakanoshima                                                          |

## Stationsomgeving
- Hoofdkantoor van Suntory
- Hoofdkantoor van Toyobo
- MINAMO (winkelcentrum)
- Dotica (winkelcentrum)
- Sumitomo Nakanoshima-gebouw
  - Yunicharm
- Asahi Shinbun-gebouw
- Nakanoshima Mitsui-gebouw
- Nakanoshima Mitsui Bussan-gebouw
- AQUA Dojima (wolkenkrabber)
- Nakanoshima Daibiru (wolkenkrabber)
- Dojima AVANZA (kantoorgebouw)
  - Junkudo (boekwinkel)
- Kansai Denryoku-gebouw
- Dojima Hotel
- Circle-K

Nakanoshima · Watanabebashi · Ōebashi · Naniwabashi · Temmabashi (>> Keihan-lijn)